# 金鵬寺摩崖造像
金鵬寺摩崖造像位於四川省遂寧市大英縣，文物遺址年代判定為漢、宋。2012年7月16日公佈為第八批四川省文物保護單位。
金鵬寺摩崖造像位於四川省遂寧市大英縣隆盛鎮黃臘溪村。其崖墓為東漢時期開鑿，呈一字形分佈在金鵬寺半山腰，共十六座，其中M1坐北朝南，為前廳、中室、後室結構，寬2米，深9米，高2.5米。M1-M4墓門之間高4米、長約6米的紅砂石崖壁上刻有5龕宋代造像。造像題材有藥師佛、觀音、地藏、彌勒等，造像保存良好，雕刻細鼠，技法嫺熟，造像做法有濃郁的地方特色。第三次文物普查新發現。2011年，金鵬寺摩崖造像被大英縣人民政府公佈為縣級文物保護單位。